# مبنى ملحق

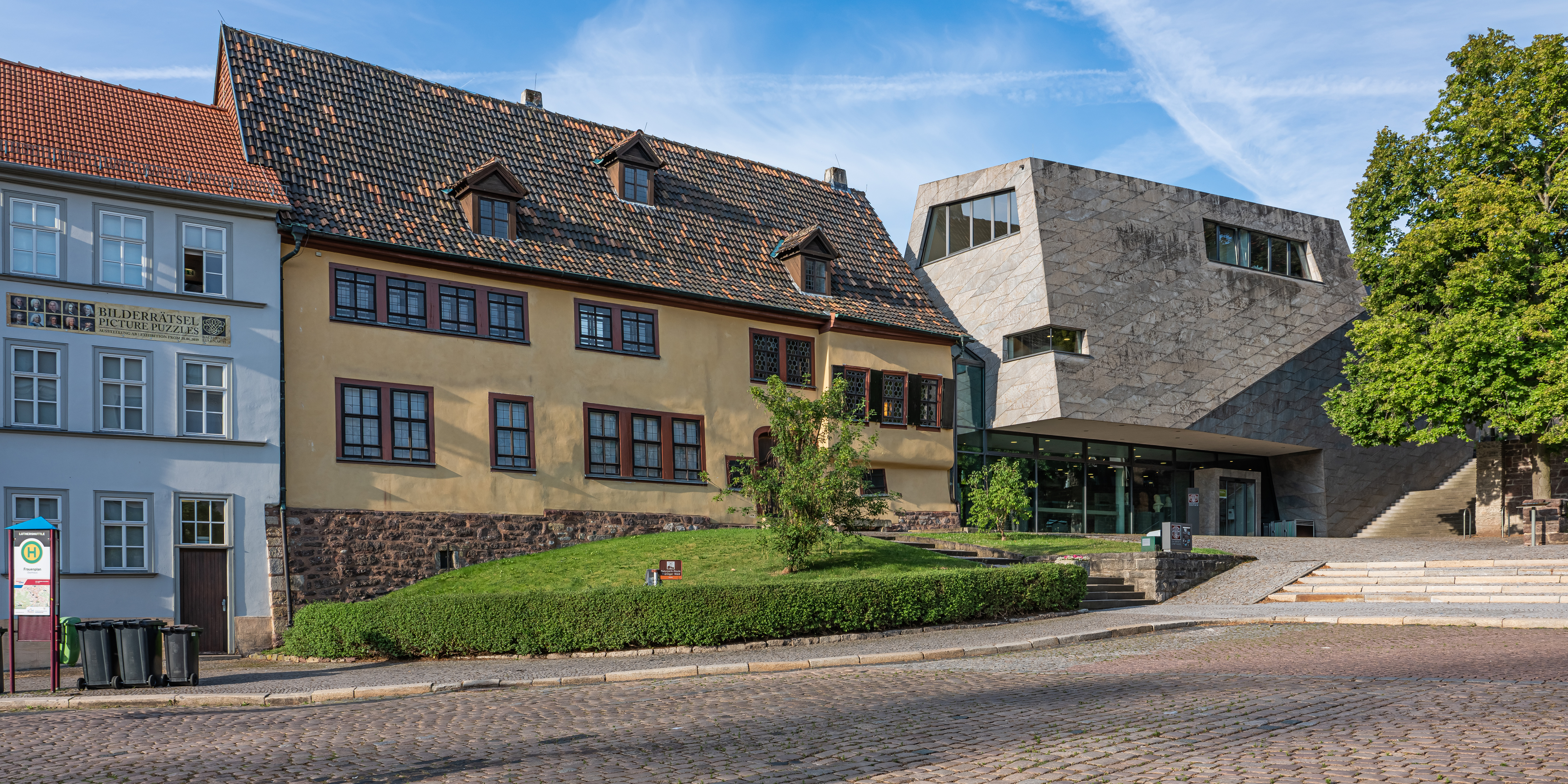

المبنى الملحق أو البناء الملحق أو المُضاف أو الإضافي الهندسة المعمارية هو بناء ألحق بناؤه بمبنى قائم قبله.

## طالع أيضًا
- شقة ملحقة